# Каленские
Кале́нские — овручский шляхетский род, принадлежавший к так называемой заушской (за рекой Уж) околичной шляхте. Внесён в 6-ю часть («древние благородные дворянские роды») Родословной книги Волынской губернии.
Самое раннее упоминание Каленских относится к 1570 году: землевладелец-шляхтич из Белошиц (ныне село в Коростенском районе Житомирской области) Богдан Иосифович Каленский упоминается в грамоте короля Сигизмунда II Августа дворянам Белошицким на права и вольности (грамота датирована 4 февраля 1570 года):
…Земляне наши Киевской земли заушские из Ходаков благородные Василий Меленевич Тупочаловский, Антон Игнатьев и Есьмо Петрович с Дидкович, Богдан Еськович Каленский, Василий Манькевич Ходаковский, Иван Юрьевич Багриновский, Василий Книшович и Григорий Книшович с Белошиц просили, что они с давних грамот правами и свободами пользовались с давних времен…
Тот же Богдан Каленский упоминается в списке киевских и овручских землевладельцев (1581).
По данным Владимира Антоновича вокруг Овруча жило около 50-ти родов околичной шляхты, среди которых род Каленских был одним из наиболее многочисленных (люстрация 1683 года указывает на Левковских как на самый многочисленный род овручской околичной шляхты).